# (36762) 2000 RU78
2000 RU78 (asteroide 36762) é um asteroide da cintura principal. Possui uma excentricidade de 0.17462970 e uma inclinação de 9.73386º.
Este asteroide foi descoberto no dia 10 de setembro de 2000 por Korado Korlević em Visnjan.